# Французская военная миссия в Японии (1872—1880)

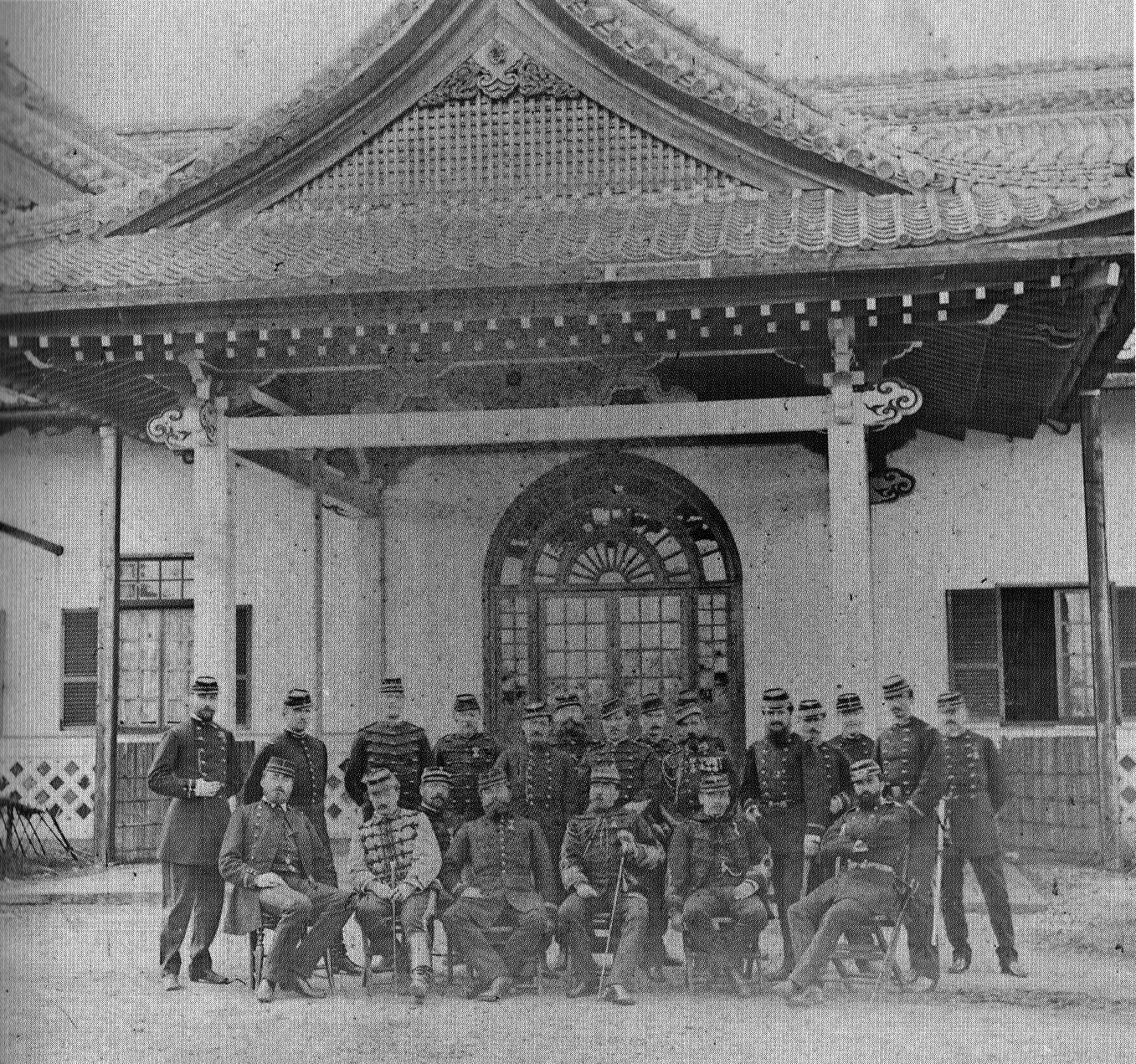
Вторая французская военная миссия в Японии (1872—1880).

Французская военная миссия в Японии 1872—1880 гг. была второй французской военной миссией в этой стране после французской военной миссии в Японию (1867-68), которая завершилась с началом войны Босин и установлением власти императора Мэйдзи.

## Предпосылки
Из-за того, что первая французская военная миссия во время войны Босин перешла на сторону сёгуна Токугавы Ёсинобу в его борьбе со сторонниками императора Мэйдзи, организация второй военной миссии в Японию стала большой неожиданностью[уточнить]. Более того, из-за своего поражения во Франко-Прусской войне Франция потеряла свой военный престиж.
Тем не менее, Франция по-прежнему сохраняет свою привлекательность для Японии о чём было сказано министром иностранных дел Ивакурой Томоми в ходе своего визита (во время миссии Ивакуры) во Францию в 1873 году:

После решающего сражения с Германией министр иностранных дел Японии (Ивакура) сказал нашему представителю следующее: "Мы понимаем с каким терпением Франция должна была пройти через эту войну, но это не меняет нашего мнения о заслугах французской армии, которая показала беспримерное мужество перед лицом численно превосходящих войск противника".Оригинальный текст (англ.)The Minister for Foreign Affairs of the Mikado (Iwakura) said to our representative after our fatal combat against Germany: “We know about the sufferance France had to go through in this war, but it has not changed anything in our opinion on the merits of the French army, which showed great courage in the face of numerically superior troops”.— Revue des Deux Mondes (March - April 1873). «Le Japon depuis l’Abolition du Taïcounat»

## Миссия

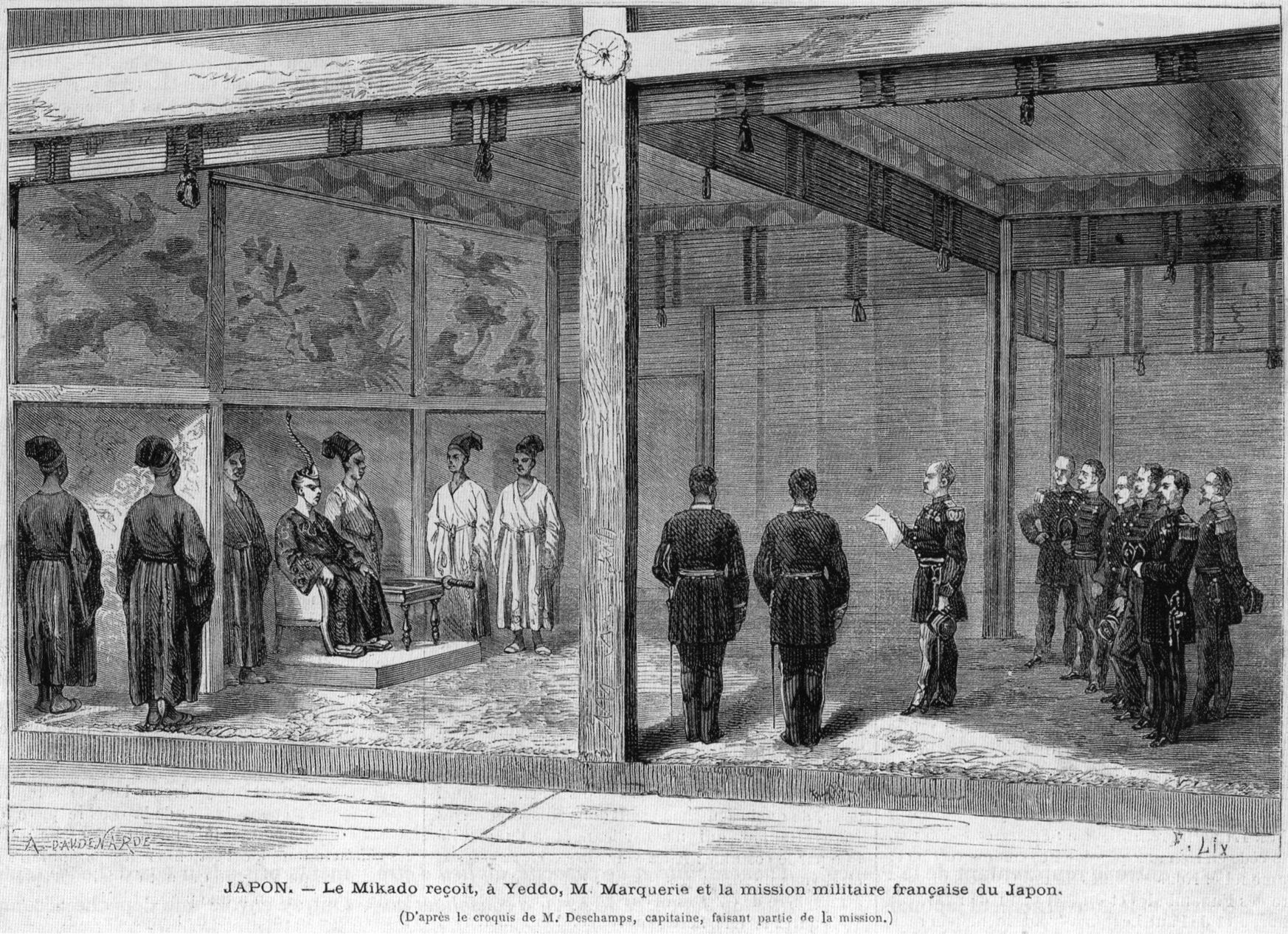
Приём императором Мэйдзи второй французской военной миссии в Японии, 1872.

Миссия во главе с подполковником Шарль Антуаном Маргери (которого позднее сменил Charles Claude Munier) прибыла в Японию в мае 1872.
Миссия состояла из девяти офицеров, 14 унтер-офицеров, музыкального руководителя (Гюстав Дезире Драгун), ветеринара, и двух ремесленников. Также в миссию входил знаменитый военный инженер и капитан («Capitaine du Génie») Луи Кретманн (1851—1914), который позже стал директором престижной политехнической школы в Париже. В ходе данной миссии Кретманн сделал около 500 фотографий, которые на данный момент хранятся в Париже в аспирантуре японистики (Коллеж де Франс).
Члены миссии подписали трёхлетний контракт с зарплатой от 150 до 400 иен в месяц (для сравнения, на тот момент зарплата премьер-министра Японии была 500 иен, а у только окончившего подготовку школьного учителя — 5 иен в месяц).

## Деятельность
Целью миссии было оказание помощи в реорганизации японской императорской армии и введении в январе 1873 г. обязательной трёхлетней воинской службы для всех японских мужчин, с последующей 4-х годичной службой в резерве.
Французская миссия располагалась в военном училище для унтер-офицеров в Уэно. Между 1872 и 1880 году, под руководством миссии были созданы различные школы и военные учреждения, в том числе:

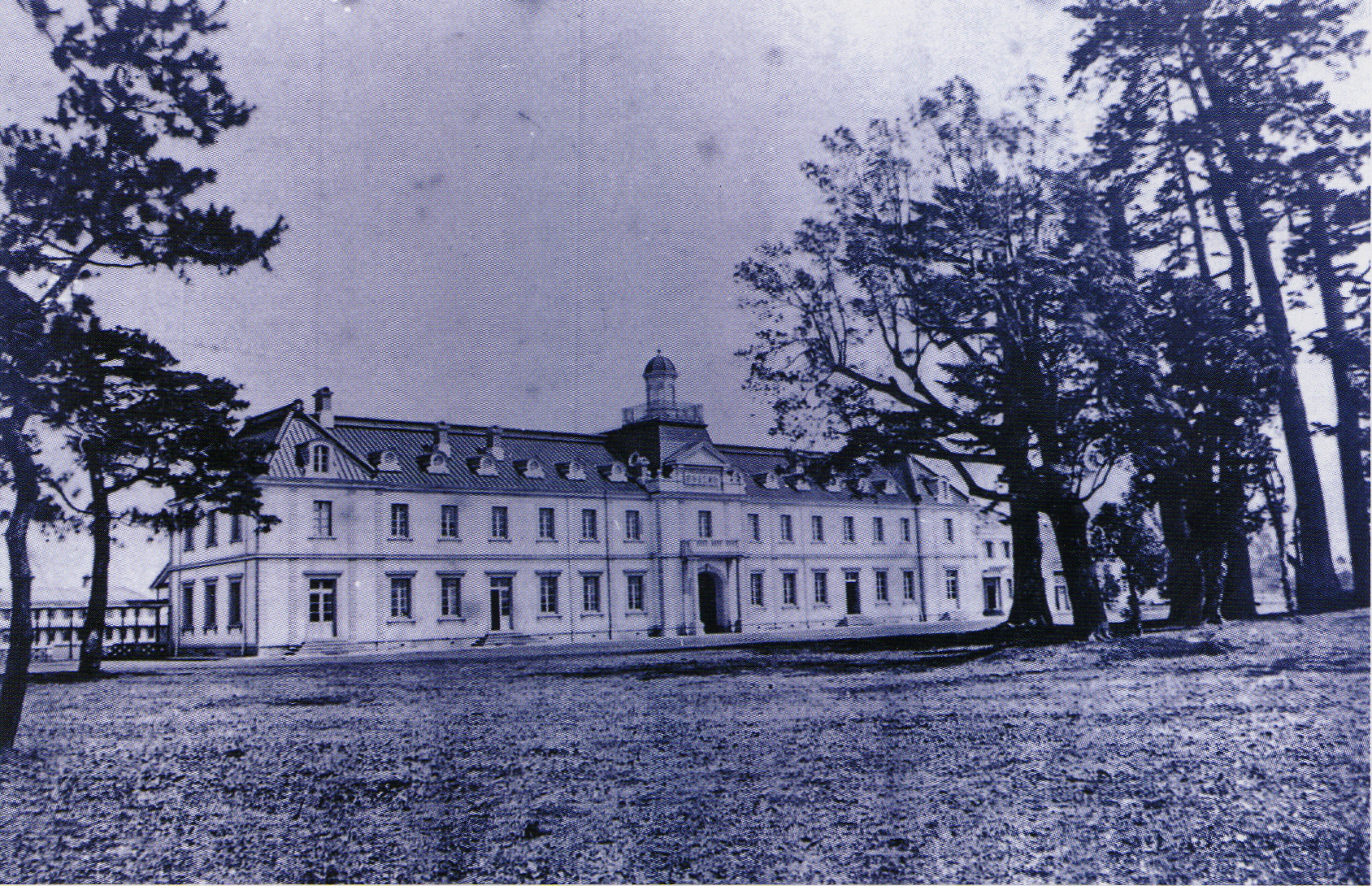
Итигайская военная академия (市ヶ谷陸軍士官校), построенная второй французской военной миссией в Японии, на месте сегодняшнего Министерства обороны Японии (фотография 1874 г.).

- Создание Тояма-гакко — первого учебного заведения для подготовки и обучения офицеров и унтер-офицеров.
- Стрелковая школа с французскими винтовками.
- Арсенал для производства оружия и боеприпасов на 2500 рабочих мест, оснащённый французским оборудованием.
- Артиллерийские батареи в окрестностях Токио.
- Пороховой завод.
- Военная академия для офицеров в Итигае, открытая в 1875 году на месте сегодняшнего Министерства обороны.

С 1874 г. и до своего окончания миссия была ответственна за строительство японских береговых укреплений.
Миссия действовала во время напряжённой внутриполитической обстановки в Японии (во время Сацумского восстания во главе с Сайго Такамори) и внесла значительный вклад в модернизацию императорских войск перед конфликтом.
Некоторые члены миссии также стремились изучить японские боевые искусства: Вилларет и Киль были членами додзё Сакакибары Кэнкити — мастера Дзикисинкагэ-рю, искусства владения мечом (Кэндзюцу), что делает их одними из первых западных учеников японского мастера боевых искусств.

## Наследие
Третья французская военная миссия в Японию (1884—1889) состояла из пяти человек. При этом также Япония с 1886 по 1889 приглашала немецких военных советников.
Примерно в то же время Франция оказала значительное влияние на императорский флот Японии, отправив в Японию инженера Луи-Эмиля Бертена, который с 1886 г. руководил созданием японского крупномасштабного современного военно-морского флота.

## Некоторые другие члены миссии

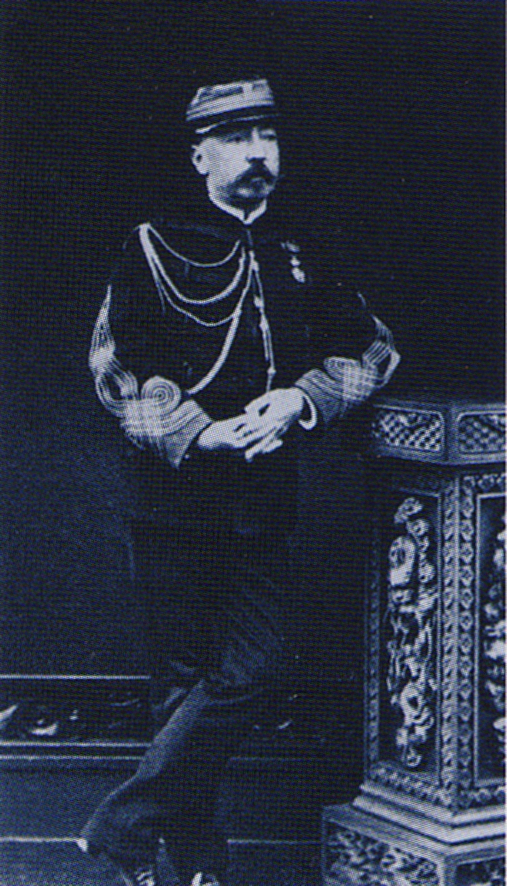
Полковник Мунье, второй командующий второй французской военной миссией в Японии. фотография 1874 г.

- Армон Пьер Андре Эшьман (11 Апреля, 1872 — 18 Января, 1875). Капитан пехоты (военные учения, стрельба, теория и физическая подготовка).
- Жозеф Огюстэ Крос (11 апреля, 1872 — 29 февраля 1876 года). Младший лейтенант пехоты (военные учения, стрельба, теория и физическая подготовка).
- Франсуа Жозеф Дюкро (26 мая — 10 апреля 1877 года). Пехотный сержант (инструктор по физической подготовке).
- Александрэ Этьен Бугван (29 октября 1875 — 31 декабря, 1879). Лейтенант пехоты (теория стрельбы).
- Джозеф Киль (27 Сентября 1884, — 24 Июля, 1887). Каптенармус и маршал военных квартир (инструктор по физической подготовке и фехтованию)
- Этьен де Вилларет (29 октября, 1884 — 28 октября, 1887). Лейтенант (стратегия, теория и техника стрельбы).
- Анри Берто (нанял на 29 октября 1884,). Лейтенант (Управление миссией и организация курсов). Уволен 29 октября 1886 г.
- Анри Лефевр (25 сентября 1887 — 26 января, 1889). Капитан пехоты (стратегия, стрельба, теория физических упражнений).